# Cytogonidium
Cytogonidium là một chi thực vật có hoa trong họ Restionaceae.